# Sakoba Keita
Pour les articles homonymes, voir Keita.
Sakoba Keita, né à Nzérekoré en 1954, est un médecin guinéen, mondialement connu pendant l'épidémie à virus ébola, pour son expertise en matière d'épidémiologie.

## Biographie

### Biographie et études
Il est né le 8 juin 1954 à Nzerekore dans la region forestiere, où il effectue sa scolarité primaire.
En 1965 il quitte le sud du pays pour la capitale où il achève ses études primaires et secondaires. Il bénéficie d'une bourse d'études supérieures pour la Republique socialiste de Cuba après l'obtention du baccalaureat en 1973. Après sept années d'études, il rentre en Guinée en août 1980.

### Carrière professionnelle
Il commence son service dans la préfecture de Siguiri, puis il revient à Kankan pendant 14 ans. Ensuite il a une promotion en tant qu'inspecteur régional de la santé en 1994 dans la région de Mamou, puis dans la région de Boké.
En 2000 il est nommé coordinateur du programme de lèpre. En 2008, il est chargé du poste de chef de la division de prévention et de lutte contre la maladie au Ministère de la Santé. Et c'est en cette qualité qu'il s'occupe de la surveillance épidémiologique dans l'ensemble du pays, la plus connue en date est la maladie à virus Ebola de 2014 jusqu'à 2016.
En 2016, il est fait directeur général de l'Agence nationale de la sécurité sanitaire jusqu'au 5 décembre 2021.

## Œuvres
- 2021: Ma lutte contre Ebola en république de Guinée, Harmattan Guinée[5].

## Prix et reconnaissances
Meilleur Etudiant Etranger 1980 de l'Université de Cuba